# Аніф Аман
Дато Шрі Аніф бен Хаджі Аман (малай. Dato Sri Anifah Aman Haniff Amman; нар. 16 листопада 1953) — малайський політик, міністр закордонних справ Малайзії. Він є членом Об'єднаної малайської національної організації (ОМНО), яка є частиною Національного фронту, і член парламенту від Kimanis (штат Сабах). Також раніше займав посаду заступника міністра плантаційного та сировинного господарства Малайзії.